# Écart-type de krigeage
L'écart-type de krigeage, ou plus précisément écart-type de l'erreur de krigeage, est en géostatistique l'écart-type en tout point de l'erreur sur la grandeur déduite d'un krigeage ; l'algorithme de krigeage vise à minimiser cette grandeur. C'est un indicateur de la précision de l'estimation réalisée, quantifiant la dispersion possible de la valeur vraie, mais inconnue, autour de la valeur estimée. Il est dépendant du modèle géostatistique utilisé, (du variogramme ou de la covariance), et de la répartition des données, mais pas de leurs valeurs. Il est généralement noté σK. Son carré est la variance de krigeage, variance de l'erreur de krigeage ou variance d'estimation, σK2 = Var(Z*−Z).
En krigeage ordinaire ponctuel, la variance d'estimation s'écrit:
avec la covariance : {\displaystyle {\sigma _{\mathrm {K} }}^{2}=K_{0,0}-\sum _{i}\lambda _{i}K_{0,i}-\mu }
avec le variogramme : {\displaystyle {\sigma _{\mathrm {K} }}^{2}=\sum _{i}\lambda _{i}\gamma _{0,i}-\mu }
En krigeage ordinaire de bloc, la variance d'estimation s'écrit:
avec la covariance : {\displaystyle {\sigma _{\mathrm {K} }}^{2}=K_{v,v}-\sum _{i}\lambda _{i}K_{i,v}-\mu }
avec le variogramme : {\displaystyle {\sigma _{\mathrm {K} }}^{2}=\sum _{i}\lambda _{i}{\bar {\gamma }}_{i,v}-{\bar {\gamma }}_{v,v}-\mu }
Dans tous les cas, il s'agit de la somme de trois termes pouvant se résumer comme étant : 
1) La négation de la variance intra-bloc. Plus le bloc est petit plus ce terme est petit ; il est nul dans le cas d'un krigeage ponctuel. Par conséquent, plus un bloc est petit, plus l'erreur est grande.
2) Le poids accordé à la moyenne locale (la moyenne de la valeur des composites utilisés pour l'estimation du bloc). Plus on accorde de poids à la moyenne locale, plus l'erreur est grande.
3) La somme des poids pondérés par les "distances variographiques" des composites. Plus on accorde des poids élevés à des composites à "distances variographiques" élevées, plus l'erreur est grande.

## Propriétés
La variance d'un krigeage simple (krigeage à moyenne connue) est inférieure ou égale à la variance théorique de la variable étudiée. Ce n'est pas forcément vrai dans le cas d'un krigeage ordinaire (krigeage à moyenne inconnue ou intrinsèque).

## Limitations
Par construction, l'écart-type de krigeage est indépendant des valeurs prises par la variable régionale. Il est dit inconditionnel, ou homoscédastique. Ses variations reflètent donc souvent plus celles de la densité d'échantillonnage que la variabilité locale des données. On peut cependant travailler avec variogramme ajusté localement, par exemple par effet proportionnel (ajustement du palier à la variance locale des données).
L'erreur de krigeage n'intègre pas l'incertitude sur les paramètres du modèle. Elle y est également plus sensible que l'estimation. Différentes approches ont été développées pour tenir compte de cette incertitude : krigeage bayésien, variogramme flou, analyse de sensibilité.
L'erreur de krigeage ne permet pas d'établir un intervalle de confiance, par exemple 95% pour ± α σK. En supposant une distribution normale, on peut proposer α = 1,96 . D'autres hypothèses (distribution continue et unimodale) conduisent à α = 3. Le respect d'une incertitude maximale d, c'est-à-dire |Z* − Z|⁄Z ≤ d, est garantie pour σK⁄Z* ≤ d⁄α (1+d), mais la réciproque est fausse.

## Validation croisée
L'erreur de krigeage est utilisée dans le contrôle des estimations par validation croisée. On y calcule :
- l'erreur d'estimation δ = Z*−Z
- l'erreur standardisée, ou erreur réduite δr = δ⁄σK